# Worton (Cassington)
Worton – przysiółek w Anglii, w Oxfordshire. Leży 7,2 km od miasta Oksfordu i 91,6 km od Londynu. W latach 1870–1872 miejscowość liczyła 43 mieszkańców. Worton jest wspomniana w Domesday Book (1086) jako Wrtone.